# Pseudogobius
Pseudogobius is een geslacht van straalvinnige vissen uit de familie van grondels (Gobiidae).

## Soorten
- Pseudogobius avicennia Herre, 1940
- Pseudogobius isognathus Bleeker, 1878
- Pseudogobius javanicus Bleeker, 1856
- Pseudogobius masago Tomiyama, 1936
- Pseudogobius melanostictus Day, 1876
- Pseudogobius olorum Sauvage, 1880
- Pseudogobius poicilosoma Bleeker, 1849